# Bundestagswahlkreis Chemnitzer Land – Stollberg
Der Bundestagswahlkreis Chemnitzer Land – Stollberg war ein Wahlkreis in Sachsen bei den Bundestagswahlen 2002 und 2005. Er trug die Wahlkreisnummer 165 und umfasste die ehemaligen Landkreise Chemnitzer Land und Stollberg.
Da Sachsen zur Bundestagswahl 2009 einen Wahlkreis verlor und außerdem in Sachsen im Jahre 2008 eine größere Kreisreform stattfand, wurden die meisten sächsischen Wahlkreise neu abgegrenzt. Dabei wurde der Wahlkreis Chemnitzer Land – Stollberg aufgelöst. Zur Bundestagswahl 2009 wurden die Städte Glauchau, Meerane, Waldenburg, die Gemeinden Schönberg, Oberwiera und Remse sowie der ehemalige Landkreis Stollberg dem neuen Bundestagswahlkreis Chemnitzer Umland – Erzgebirgskreis II zugeordnet. Das übrige Gebiet des ehemaligen Landkreises Chemnitzer Land kam zum Bundestagswahlkreis Zwickau.

## Wahlergebnisse

### Bundestagswahl 2005
| Kandidaten                     | Kandidaten                    | Parteien/Listen   | Erststimmen | Erststimmen | Zweitstimmen | Zweitstimmen |
| Kandidaten                     | Kandidaten                    | Parteien/Listen   | Stimmen     | %           | Stimmen      | %            |
| ------------------------------ | ----------------------------- | ----------------- | ----------- | ----------- | ------------ | ------------ |
|                                | Marco Wanderwitzgewählt im WK | CDU               | 53.572      | 37,5        | 44.836       | 31,3         |
|                                | Simone Violka                 | SPD               | 35.677      | 25,0        | 34.874       | 24,4         |
|                                | Jörn Wunderlich               | Die Linke.        | 32.991      | 23,1        | 33.112       | 23,1         |
|                                | Konrad Felber                 | FDP               | 8.345       | 5,8         | 13.396       | 9,4          |
|                                | Stefan Boxler                 | GRÜNE             | 3.294       | 2,3         | 5.002        | 3,5          |
|                                | Gitta Schüßler                | NPD               | 7.098       | 5,0         | 6.789        | 4,7          |
|                                | Bernd Seifert                 | REP               | 1.737       | 1,2         | 1.447        | 1,0          |
|                                | −                             | PBC               | –           | –           | 1.344        | 0,9          |
|                                | −                             | BüSo              | –           | –           | 362          | 0,3          |
|                                | –                             | AGFG              | –           | –           | 1.167        | 0,8          |
|                                | –                             | MLPD              | –           | –           | 165          | 0,1          |
|                                | –                             | PSG               | –           | –           | 284          | 0,2          |
| Gesamt                         | Gesamt                        | Gesamt            | 142.714     | 100         | 143.078      | 100          |
|                                |                               |                   |             |             |              |              |
| Ungültige Stimmen              | Ungültige Stimmen             | Ungültige Stimmen | 2.949       | 2,0         | 2.585        | 1,8          |
| Wähler                         | Wähler                        | Wähler            | 145.663     | 76,7        | 145.663      | 76,7         |
| Wahlberechtigte                | Wahlberechtigte               | Wahlberechtigte   | 190.023     |             | 190.023      |              |
|                                |                               |                   |             |             |              |              |
| Quellen: Der Bundeswahlleiter, |                               |                   |             |             |              |              |

### Bundestagswahl 2002
| Kandidaten                     | Kandidaten                    | Parteien/Listen   | Erststimmen | Erststimmen | Zweitstimmen | Zweitstimmen |
| Kandidaten                     | Kandidaten                    | Parteien/Listen   | Stimmen     | %           | Stimmen      | %            |
| ------------------------------ | ----------------------------- | ----------------- | ----------- | ----------- | ------------ | ------------ |
|                                | Marco Wanderwitzgewählt im WK | CDU               | 51.715      | 36,9        | 48.593       | 34,6         |
|                                | Simone Violka                 | SPD               | 45.939      | 32,8        | 48.361       | 34,4         |
|                                | Jörn Wunderlich               | PDS               | 22.081      | 15,8        | 21.028       | 15,0         |
|                                | Bernd Hoffmann                | GRÜNE             | 3.687       | 2,6         | 4.562        | 3,2          |
|                                | Jutta Rummel                  | FDP               | 9.422       | 6,7         | 9.966        | 7,1          |
|                                | –                             | REP               | –           | –           | 1.129        | 0,8          |
|                                | Hendrik Vogel                 | NPD               | 3.853       | 2,7         | 2.884        | 2,1          |
|                                | Michael Palten                | PBC               | 1.714       | 1,2         | 1.395        | 1,0          |
|                                | Diethard Sturm                | GRAUE             | 1.785       | 1,3         | 964          | 0,7          |
|                                | –                             | BüSo              | –           | –           | 214          | 0,2          |
|                                | –                             | Schill            | –           | –           | 1.504        | 1,1          |
| Gesamt                         | Gesamt                        | Gesamt            | 140.196     | 100         | 140.600      | 100          |
|                                |                               |                   |             |             |              |              |
| Ungültige Stimmen              | Ungültige Stimmen             | Ungültige Stimmen | 2.829       | 2,0         | 2.425        | 1,7          |
| Wähler                         | Wähler                        | Wähler            | 143.025     | 74,3        | 143.025      | 74,3         |
| Wahlberechtigte                | Wahlberechtigte               | Wahlberechtigte   | 192.377     |             | 192.377      |              |
|                                |                               |                   |             |             |              |              |
| Quellen: Der Bundeswahlleiter, |                               |                   |             |             |              |              |

## Wahlkreissieger
| Wahl | Name             | Partei | Erststimmen in % |
| ---- | ---------------- | ------ | ---------------- |
| 2005 | Marco Wanderwitz | CDU    | 37,5             |
| 2002 | Marco Wanderwitz | CDU    | 36,9             |